# 데이비드 반드루넨

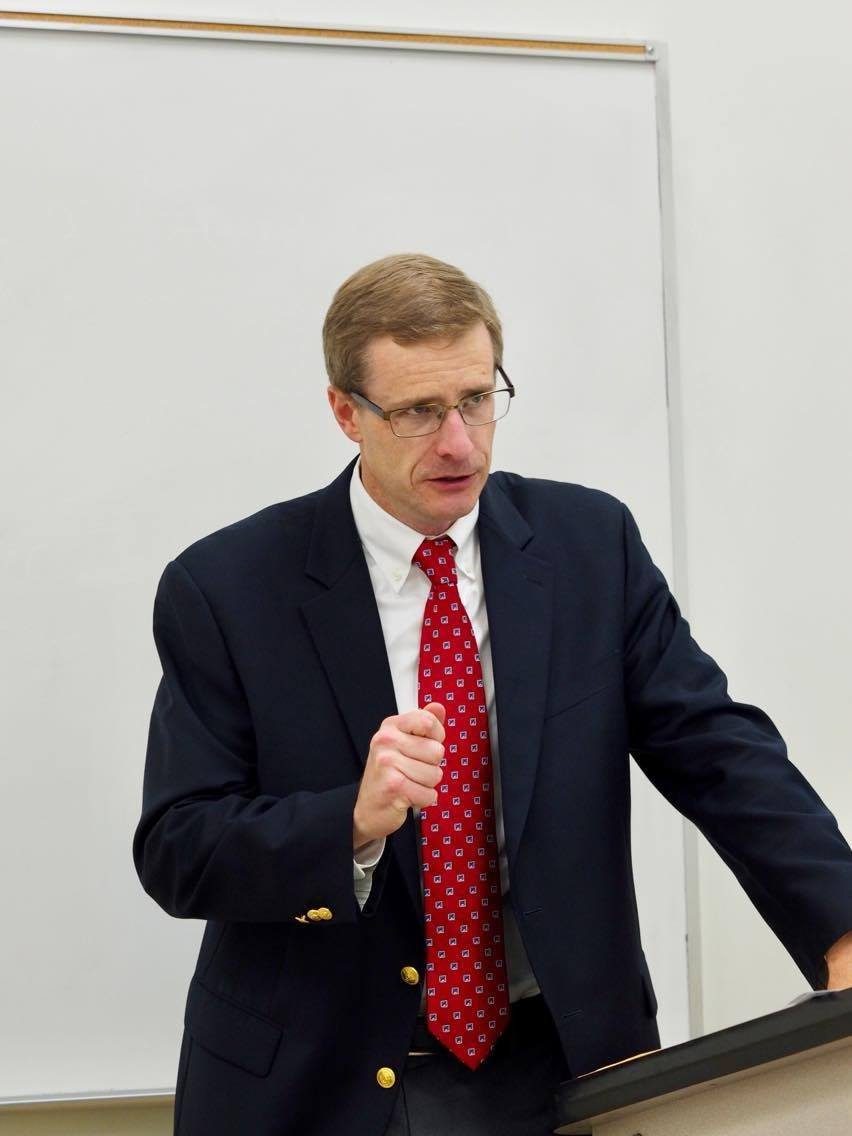
데이비드 반 드루넨의 사진

데이비드 반드루넨( David M. VanDrunen, 1971년 12월 31일- ) 은 캘리포니아에 있는 웨스트민스터 신학교에서 조직신학과 기독교 윤리학을 가르치고 있다.
2004년에 액턴 인스터튜트에서 노박 상을 수여하였으며 에모리 대학교에서 법학과 종교학을 강의하였다. 정통장로교단에서 목사 안수를 받았으며, 일리노이 주에서 변호사로 활동하고 있다. 스승인 메러디스 클라인의 영향을 많이 받았다. 개혁신학자이지만 루터의 두 왕국론을 주장하고 있다.
그는 자연법과 두 왕국론에 기초하여 그리스도인이 정치, 경제, 사회, 문화들에 대하여 어떠한 입장을 가져야 하는지 제시한다고 황경철 박사는 말한다.

## 학력
- 캘빈 대학교에서 학사
- 웨스트민스터 신학교 캘리포니아에서 목회학 석사
- 트리니티 신학교에서 신학 석사
- 노스웨스턴 대학교에서 법학 박사
- 로욜라 대학교에서 철학 박사

## 저서
- Natural Law and the Two Kingdoms: A Study in the Development of Reformed Social Thought

### 번역된 저서
- 기독교 정치학 (박문재 역, 부흥과 개혁사, 2020)
- 자연법과 두 나라 (김남국 옮김, 부흥과 개혁사, 2018)
- 언약과 자연법 (김남국 역, 부흥과 개혁사, 2018)
- 오직 하나님의 영광 (박문재 역, 부흥과 개혁사, 2017)
- 하나님의 두 나라 국민으로 살아가기 (윤석인 역, 부흥과개혁사, 2012)

## 참고문헌
- 리처드 미들턴의 "새 하늘과 새 땅"과 데이비드 반드루넨의 "하나님의 두 나라 국민으로 살기"
- 데이비드 반드루넨의 생명윤리에 대한 짧은 글[1]

1. ↑  “데이비드 반드루넨의 생명윤리에 대한 짧은 글”. 2010년 5월 29일. 2020년 7월 20일에 원본 문서에서 보존된 문서. 2020년 7월 20일에 확인함.